# Roberto Arce Vilardebó
Roberto Arce Vilardebó, més conegut com a Roberto Arce nascut el 1965, en Madrid és un periodista i presentador de televisió espanyol.

## Biografia
És fill del publicista Roberto Arce, (1923-1995) i l'artista Montserrat Vilardebó.
Està casat des de 1993 amb la publicista, Cristina de Vicente Rodríguez, amb la qual té 3 fills: Diego, (1996); Candela, (1997) i Natalia, (1999)

### Inicis
Va estudiar periodisme en la Universitat Complutense de Madrid i va començar la seva carrera professional el 1987, treballant a EFE.
Un any després va fer el salt a Radio España, on va ser redactor, corresponsal polític i responsable informatiu internacional.

### Antena 3
El 1989 va fitxar per Antena 3, cadena en la qual ha estat subdirector i presentador de diversos programes de notícies, a més d'enviat especial en la Guerra del Golf, (1990-1991) i la Guerra de Bòsnia (1992-1995).
Va estar davant de les cambres d'Antena 3 Noticias entre 1992 i 1997. Presentant l'edició de cap de setmana, primer amb María Rey, fins a 1993 i després en solitari fins a 1997.
El 1996, de nou amb María Rey i aquesta vegada, al migdia; van substituir Olga Viza entre l'1 de juny al 13 de setembre d'aquest any.
El 1997, va presentar el programa Situación de emergencia i substituí el 1998 a Pedro Piqueras al capdavant d' Espejo público, programa que també va dirigir des de novembre de 2000 i en el qual va romandre fins a setembre de 2002, moment en el qual va ser rellevat per Sonsoles Suárez, filla de l'expresident del Govern Adolfo Suárez.
El 2002 va estar al capdavant de Buenos días, España amb Marta Cáceres i Soledad Arroyo i més tard, dirigí i presentà las Noticias de la mañana amb Lydia Balenciaga.
En maig de 2004, començà a presentar La Respuesta, en substitució de Pedro Piqueras.
En setembre de 2004, va passar a sobretaula; conduint l'informatiu amb Susanna Griso; des del 6 de setembre de 2004 al 8 de desembre de 2006 i dos anys més tard el va convertir en el noticiari líder del migdia, superant al Telendiarios 1 de TVE, presentat per Ana Blanco i líder aleshores.
El lideratge d' Antena 3 Noticias 1 va consolidar l'èxit de la informació en aquesta cadena, qui després d'arrabassar el lideratge de l'edició de prime time amb Matías Prats, la temporada anterior i, posteriorment, el del migdia amb Susanna Griso i Roberto Arce, van fer d'Antena 3, líder absolut en la informació televisiva d'Espanya.
Es va convertir així en l'única cadena privada europea que va superar en nombre d'espectadors al noticiari de la cadena pública, en aquest cas TVE, fet què duraria fins a 2007.
Entre el 11 de desembre de 2006 i el 28 d'agost de 2009 va tenir com a companya de notícies a Pilar Galán -que va substituir Susanna Griso, qui es va fer càrrec del nou Espejo público- i entre el 31 d'agost de 2009 i el 30 de juny de 2011 a Mónica Carrillo.
Entre 2007 a 2008 es va fer càrrec del debat setmanal, 360 grados.

### Mediaset España
Després de 22 anys en Antena 3, el 29 de juny de 2011 es va anunciar la seva incorporació a Mediaset España per a presentar i dirigir, primer en solitari i des del 3 de setembre de 2012 al costat de Mónica Sanz, la segona edició de Noticias Cuatro fins al 5 d'octubre de 2013.
Des del 7 d'octubre de 2013 a agost de 2014, lidera una estructura destinada a la creació de reportatges de recerca i cobertures especials.
Des de setembre de 2014 fins a la cancelació de Noticias Cuatro fin de semana. editava i presentava al costat de Marta Reyero Cuatro al día Fin de semana.
Des de setembre de 2014 condueix el docureality Amores que duelen. També dirigí, des de maig de 2016 fins juliol de 2016, a Cuatro, el documental Esclavas: que hay detrás de la prostitución emès en el late night.